# Yanggu (Liaocheng)
Yanggu (chinesisch 阳谷县, Pinyin Yánggǔ Xiàn) ist ein Kreis der bezirksfreien Stadt Liaocheng im Westen der chinesischen Provinz Shandong. Er liegt im Südwesten des Verwaltungsgebiets von Liaocheng, hat eine Fläche von 1.066 km² und 770.725 Einwohner (Stand: Zensus 2010).
Die neolithische Jingyanggang-Stätte (景阳岗遗址,  Jingyanggang yizhi, englisch Jingyanggang site) steht seit 2001 auf der Liste der Denkmäler der Volksrepublik China (5-61).
Im Dorf Puoli befand sich die erste Missionsstation der Steyler Missionare.